# Чикітос (губернаторство)

Губернаторство Чикітос (ісп. Gobernación de Chiquitos) — адміністративна одиниця колоніального поділу Іспанської імперії, що входило до складу віцекоролівства Ріо-де-ла-Плата. Губернаторство займало більшу частину сучасного болівійського департаменту Санта-Крус та знаходилося на території фізіогеографічного району Чикітанія.

## Рання історія
Одразу після опису території першими іспанськими дослідниками, територія губернаторства увійшла до складу віцекоролівства Перу.
В 1563 році за королівським наказом від 29 липня, до королівської аудієнсії Чаракас (Real Audiencia de Charcas), заснованої в 1561 році, була включена і територія Чикітосу.
В 1609 році на території Чикітосу була заснована єпархія, центром якої став Санта-Крус-де-ла-Сьєрра.
У 1690 році розпочалася активна місіонерська діяльність єзуїтів серед місцевих племен чикітос, самукос і чириґуано. Тут були засновані численні місії, зокрема Сан-Хуан-де-Чикітос, Консепсьйон, Сан-Іґнасіо-де-Самукос, Сан-Міґель, Сан-Рамон, Сан-Хав'єр і Сантьєго-де-Отукіс, де станом на 1737 рік мешкало близько 12 тис. індіанців. Проте в 1767 році Єзуїтський орден заборонили в Іспанії.

## Губернаторство
За королівським декретом від 25 липня 1771 року створили губернаторства Чикітос і Мохос. За наказом від 15 вересня 1772 Єзуїтські місії Чикітосу були підпорядковані губернаторству.
У 1776 році територія губернаторства була відділена від віцекоролівства Перу й підпорядкована віцекоролівству Ріо-де-ла-Плата з центром у Буенос-Айресі.
5 серпня 1777 року з Буенос-Айресу були призначені уряди губернаторств, підпорядковані аудієнсії Чаракос. З точки зору церковної влади, Чикітос залишися під контролем Санта-Крусу. Губернатором став Хуан Бартоломе Вердуґо, заступником губернатора був коррехідор.
28 січня 1782 року була створена Інтендансія Санта-Крус-де-ла-Сьєрра, одна з вісьми інтендансій віцекоролівства, до якої були підпорядковані губернаторства Мохос і Чикітос. 5 серпня 1783 року король внес модифікації до попереднього наказу, серед яких було відновлення прямого керування обох губернаторств.

## Незалежність
У 1810 році Хуан Менуаль Лемуан став був призначений губернатором Чикітосу Першою хунтою Буенос-Айресу, проте в битви при Уакі контроль над територією повернувся до рук роялістів. 25 травня 1814 року Іґнасіо Уарнес та Хуан Антоніо Альварес де Ареналес перемогли Битві при Флориді роялістів під командою Мануеля Хоакіна Бланко (що загинув у битві) і повернули владу в губернаторстві, проте тут безперервно тривали сутички між ворогуючими силами. Роялісти під командою Франсиско Хавьєра Аґілери розбили Уарнеса в битві при Ель-Парі 21 листопада 1816 року, проте вже в березні 1825 року губернаторство знову перейшло до революціонерів під командою Хосе Мануеля Меркадо. На цьому етапі до війни включилися бразильці та анексували територію 15 травня 1825 року. Станом на момент оголошення незалежності Болівії Чикітос перебував під бразильським контролем, проте був формально включений до складу департаменту Санта-Крус.